# Vuokkasberg
Vuokkasberg, Zweeds–Fins–Samisch: Vuoggasoaivi, is een berg in het noorden van Zweden. De Vuokkasberg ligt in de gemeente Kiruna op minder dan 10 km van de grens met Finland en maakt deel uit van een plateau waar ook de Jeytis en Koutta deel van uitmaken. De berg heeft twee toppen, die in het noorden is 690 meter en in het zuiden 653 m hoog. De Vuokkasrivier en het Vuokkasmeer liggen ten westen van de Vuokkasberg.